# 越南人民军第324师
越南人民軍第324師，又稱御屏師（越南语：／），是越南人民軍陸軍的一支步兵師，隸屬於第四軍區。

## 歷史
第324師的前身是反法抗戰時期在第5聯區（今第5軍區，包括西原及中南部沿海各省）的單位。
奠邊府戰役之後，在1954年簽署了《日內瓦協定》，第五聯區的部隊北撤。1955年7月1日，第324師在清化省靜嘉縣朝陽社成立。

## 參與戰鬥
- 漢堡高地戰役
- 溪生戰役
- 第一次廣治戰役
- Cô Pung戰役
- 胡志明戰役（越南语：／）